# PTM-1
Die PTM-1, oder auch PGMDM ist eine fernverlegbare Panzermine aus russischer Produktion.

## Beschreibung
Die PTM-1 hat einen Minenkörper aus Polyethylen mit einer länglichen konischen Form. An der Stirnseite befindet sich eine zylindrische Metallkappe als Zünderabdeckung. Die Mine kann sandfarben, oliv, grün oder braun ausgeführt sein und wird durch Druck oder Selbstzerstörung ausgelöst. Sie wiegt 1,5 kg und enthält 1,1 kg PWW-12S-Plastiksprengstoff. Sie verfügt über dieselben Zünder wie die Antipersonenmine PFM-1. Dies sind entweder der Druckzünder WGM oder der Zeitzünder WGMS-572 mit einer Auslösezeit von 3 bis 40 Stunden. Der Druckzünder wird ausgelöst, wenn die Mine mit mehr als 120 bis 160 kg belastet wird.

## Varianten
- PTM-1: 1. Serienversion mit Plastiksprengstoff und kumulativem 57-B-418-Druckzünder
- PTM-1S: 2. Serienversion mit MWDM-Druckzünder und zusätzlichem Zeitzünder. Selbstzerstörung nach 3–40 Stunden[2]
- PTM-1G: 3. Serienversion mit PWW-12C-1-Plastiksprengstoff und neuem 57-B-420-Zünder
- PTM-3: Nachfolgemodell mit Magnetzünder und Aufhebeschutz

## Einsatz und Funktion
Jeweils drei Minen sind in einer 48 cm langen KPTM-1-Kassette untergebracht. Die Kassette verfügt über eine Ausstoßladung für die Mine und wird durch Fahrzeuge, Hubschrauber, Flugzeuge oder Raketenartillerie fernverlegt. Nach dem Ausstoß aus der Kassette entsichert sich die Mine nach 60 bis 100 Sekunden selbstständig. Bei Druck auf den Minenkörper und den darin befindlichen flüssigen Sprengstoff wird die Sicherungskugel des Zünders in eine Aussparung gedrückt, wodurch ein vorgespannter Schlagbolzen frei wird und auf eine Sprengkapsel schlägt, die dann die Wirkladung zündet.

## Einsatzgebiete
Afghanistan, Armenien, Aserbaidschan, Dagestan, Tschetschenien und Ukraine